# Ristivälja
Koordinaten: 58° 51′ N, 22° 45′ O
Ristivälja ist ein Dorf (estnisch küla) in der Landgemeinde Hiiumaa (bis 2017: Landgemeinde Käina). Es liegt auf der zweitgrößten estnischen Insel Hiiumaa (deutsch Dagö).
Ristivälja hat 38 Einwohner (Stand 31. Dezember 2011).